# Южно-Австралийский музей
Южно-Австралийский музей, или Музей Южной Австралии, (англ. South Australian Museum) — музей естественной истории и исследовательское учреждение в Аделаиде (Южная Австралия). Основан в 1856 году правительством Южной Австралии. Расположен в комплексе зданий на Северной террасе. Содержит крупнейшую в мире культурную коллекцию австралийских аборигенов.

## История

### XIX век
Южно-Австралийский институт, включающий публичную библиотеку и музей, был основан в 1861 году в арендованных помещениях Библиотечно-механического института на Кинг-Уильям-стрит, когда ожидалось строительство здания института на углу Северной Террасы и Кинтор-авеню.
В июне 1856 года Законодательный совет Южной Австралии принял Закон № 16 от 1855—1856 годов, Закон об институтах Южной Австралии (Закон об учреждении и инкорпорации института под названием Южно-Австралийский институт), который включал Южно-Австралийский институт под контролем Совета управляющих, в собственность которого были переданы все материалы, принадлежавшие бывшему Библиотечно-механическому институту. Библиотека и музей входили в Южно-Австралийский институт.
Фредерик Джордж Уотерхаус стал первым куратором музея при Южно-Австралийском институте и занимал эту должность до выхода на пенсию в феврале 1882 года. Его сменил Вильгельм Хааке, который в январе 1883 года рекомендовал переименовать музей Южно-Австралийский института в Южно-Австралийский музей. (чего тогда не произошло), а должность Куратора изменить на Директора. Хааке был назначен первым директором, но занимал эту должность только до тех пор, пока не ушёл в отставку в октябре 1884 года после серии споров с руководством музея.

### XX век
В 1939 году музей получил автономию и стал Южно-Австралийским музеем. В 1996—2002 годы музей был частью музейного комплекса Arts SA.
В 1997 году музей получил финансирование на строительство на первом этаже галереи австралийских культур аборигенов.

### XXI век
Премьер-министр Южной Австралии и министр искусств Майк Раннс (2002—2011) обеспечил реконструкцию Галереи тихоокеанских культур и развитие Галереи биоразнообразия Южной Австралии.

## Коллекция
В музее хранится более четырёх млн экспонатов. Постоянные галереи музея включают:
- Древний Египет
- Культуры австралийских аборигенов
- Австралийская полярная коллекция
- Эдиакарские окаменелости
- Мегафауна
- Минералы и метеориты
- Окаменелости опала, включая драгоценные камни
- Тихоокеанские культуры
- Биоразнообразие Южной Австралии
- Киты и дельфины
- Мировые млекопитающие

### Коллекция культуры коренных народов
В музее собрана самая значительная в мире коллекция культурных артефактов австралийских аборигенов, в которой находится около 30 тыс. предметов. Эта коллекция, наряду с несколькими другими в музее, оцифрована и находится в окрытом доступне.
В музее хранится самая большая коллекция резных фигурок художников из народа аранда и скульптора-аборигена Эрликильика, также известного как Джим Кайт. В музее хранится альбом с 24 карандашными рисунками местных деревьев, созданных во время экспедиции Спенсера и Гиллена и другие связанные материалы.

## Галерея

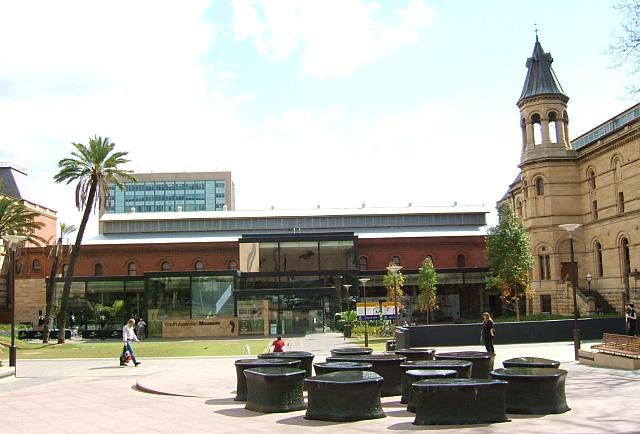
Вид на музей
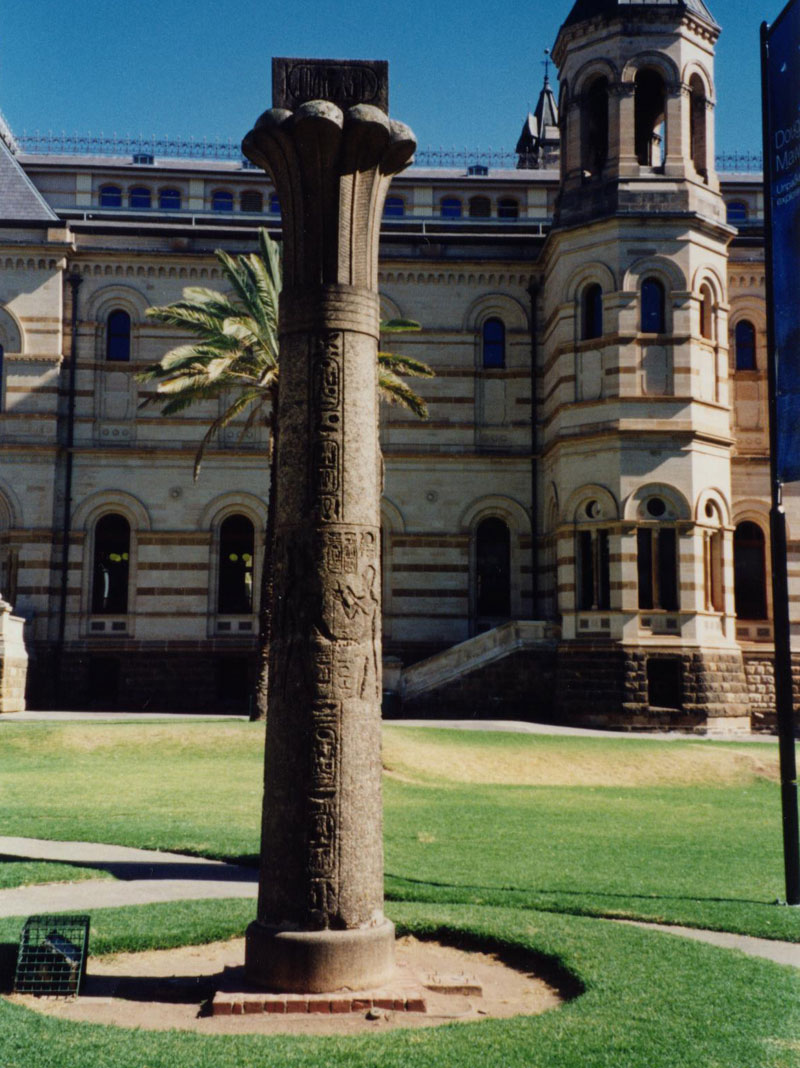
Египетская колонна во дворе музея
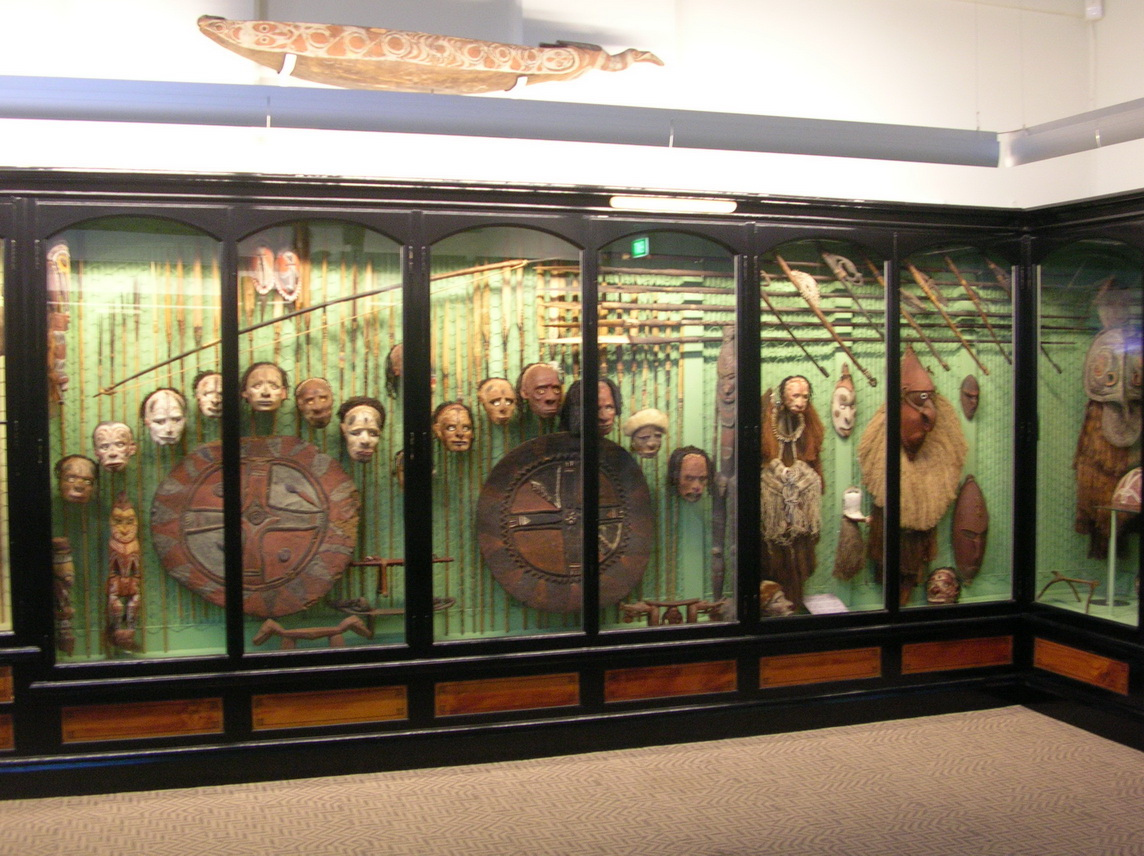
Зал культуры австралийских аборигенов
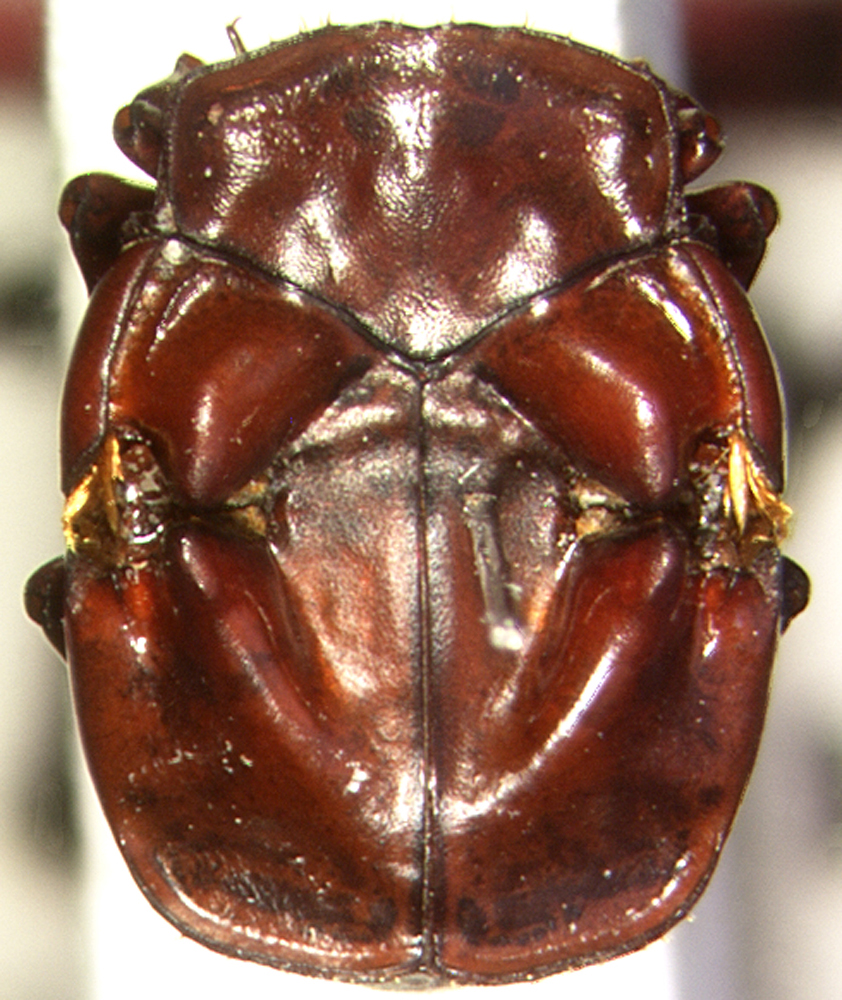
Жук Chlamydopsis matthewsi
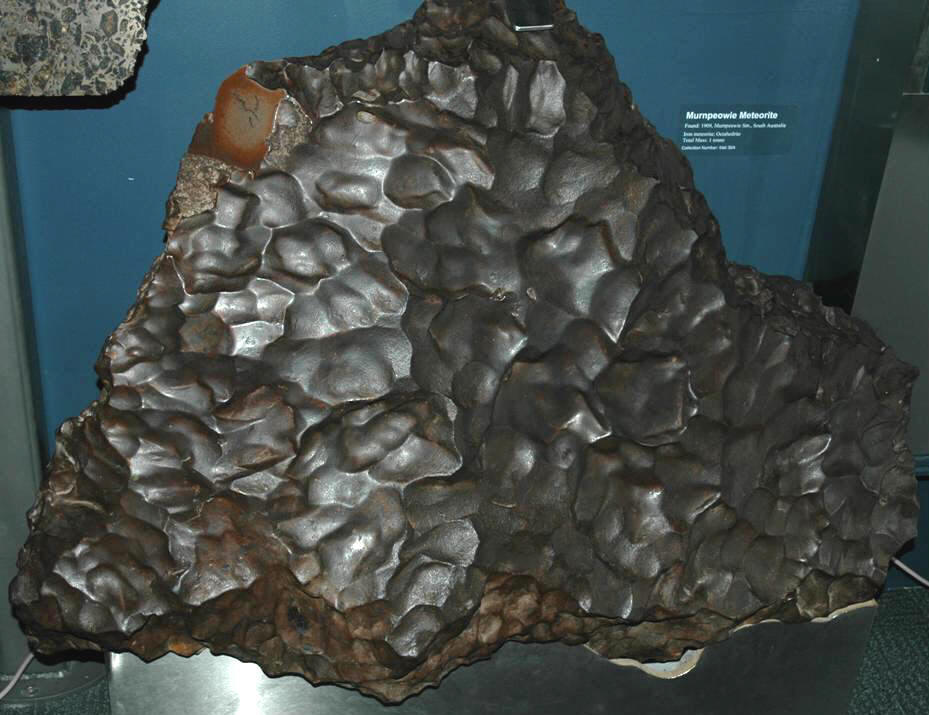
Мурнповский метеорит, железный метеорит, найденный в Южной Австралии в 1909 году